# ウォルター・グレシャム・アンドルーズ
ウォルター・グレシャム・アンドルーズ（Walter Gresham Andrews、1889年7月16日 - 1949年3月5日）は、ニューヨーク州選出のアメリカ合衆国下院議員。共和党所属。

## 略歴
イリノイ州エヴァンストンにて出生。1908年にローレンスヴィル·スクール (Lawrenceville School) を、1913年にプリンストン大学を卒業。第一次世界大戦中の1917年、フランスにて従軍。1930年に連邦議会議員に選出され、1931年3月4日から1949年1月3日まで務める。第80議会にて、下院軍事委員会委員長を務める。フロリダ州デイトナビーチにて死去。